# Marcelo Empírico
Marcelo Empírico o Marcelo de Burdeos (en latín, Marcellus Empiricus o Marcellus Burdigalensis) fue un escritor, naturalista y médico romano de origen galo entre los siglos IV y V. De su obra sólo se ha conservado el De medicamentis, un compendio de farmacología y botánica sobre la obra de varios escritores médicos y científicos romanos.
Es un texto significativo y peculiar en la historia de la medicina, un tema poco frecuente en las monografías, pero además regularmente tomado como fuente de encantamientos mágicos, herbolario celta, y un estudio lingüístico del lenguaje galo y del latín vulgar.  Marcelo se suele identificar con el magister officiorum de ese nombre que ocupó el cargo durante el reinado de Teodosio I.

## Vida y carrera política
Poco se sabe de la vida de Marcelo. Las fuentes primarias son:
* El propio Marcelo en su prefacio al  De medicamentis;
* El  Codex Theodosianus (probablemente refiriéndose a este Marcelo);
* una carta escrita en 399 por Quinto Aurelio Símaco a un Marcelo que es probablemente el escritor médico;
* una carta escrita por el erudito Libanio que menciona un Marcelo;
* un epigrama en Narbona;
Raramente se discute el origen galo de Marcelo, y tradicionalmente es identificado con el topónimo burdigalensis, es decir, de Burdeos (en latín Burdigala), en la provincia romana de Aquitania.

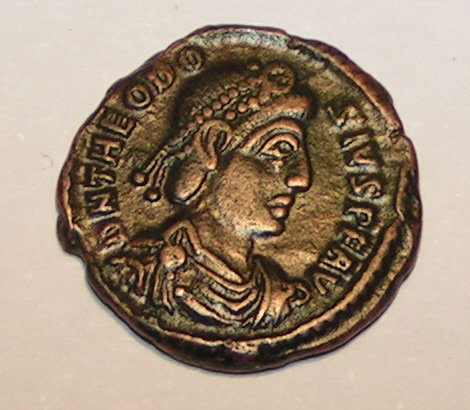
Imagen Numismática de Teodosio I

El autor del De medicamentis es más probable que fuera designado como magister officiorum por Teodosio I. El título de la epístola preliminar lo identifica como un vir illustris, traducible como «un hombre distinguido», pero una designación más formal indica que había tenido un cargo imperial. Marcelo habría ocupado su cargo después de abril de 394 d. C., fecha en que está atestiguado su antecesor por última vez, y antes de la muerte del emperador el 17 de enero de 395, hasta finales de diciembre de 395, según lo determinado la última referencia a Marcelo en un cargo que tiene fecha del 24 noviembre.
El momento de su partida sugiere que fue partidario de Rufino. Teniendo en cuenta las relaciones de Rufino con los visigodos, sin embargo, es concebible que Marcelo deba ser identificado con «cierto ex alto funcionario de Narbona» mencionado por Orosio

## Antecedentes médicos
No es imposible, pero tampoco es necesario concluir que Marcelo fuera un médico practicante. En su tesis de la magia y medicina Lynn Thorndike lo llama «médico de la corte» de Teodosio I, pero la evidencia es débil: Libanio elogia su habilidad para curar un dolor de cabeza.  aunque la opinión predominante es que Marcelo deba catalogarse como escritor médico, y no como médico.
Marcelo, como otro galos aristocráticos de los siglos IV y V, era nominalmente cristiano, pero se formó después de la república como noble romano con una carrera en la política y como escritor informativo o literario en una gama de temas, incluyendo filosofía, astronomía, agricultura y ciencias naturales. Aunque su redacción médica podría haber sido considerada como un logro menor, era un recurso para un pater familias que tradicionalmente asumía la responsabilidad personal de la salud y cuidado de su casa.
También hay recetas para tratamientos veterinarios dispersadas por el De medicamentis que sugieren también los intereses y preocupaciones del autor como en la carta de Símaco, que le sirve principalmente para investigar si Marcelo puede proporcionar caballos de pura sangre para unos juegos patrocinados por su hijo, quien ha sido elegido pretor.

## El libro de los medicamentos
Marcelo comienza el De medicamentis liber mediante el reconocimiento de sus modelos como el llamado Medicina Plinii, o el Herbarius del pseudo Apuleyo y el Tratado farmacológico de Escribonio Largo, así como la enciclopedia latina más famosa de la antigüedad, la Naturalis Historia de Plinio el Viejo.
El trabajo está estructurado de la siguiente manera:
- Dedicatoria, dirigido a hijos de Marcelo; un prefacio de prosa equivalente a siete párrafos.

- Index medicalium scriptorum, o índice para los temas médicos, listado de los 36 capítulos.

- Un extracto breve sobre metrología,[13] con notas en latín sobre unidades antiguas romanas y griegas de medidas.

- Epistulae diversorum de qualitate et observatione medicinae ("cartas de diversos autores sobre la 'calidad' y 'observación' en medicina"), una serie de siete epístolas, cada una atribuida a un escritor médico diferente. Las epístolas sirven como un dispositivo literario para discutir la metodología, diagnóstico y la importancia de la ética y el tratamiento.[14] no lo son, o no totalmente, ficción como por ejemplo, la "carta de Celso ", dirigida a un Calixto,  donde aborda la ética médica en relación con el juramento hipocrático.[15]

- Treinta y seis capítulos sobre tratamientos, que consiste principalmente en recetas tanto farmacológicas y mágicas dispuestas por la convención anatómicamente a capite ad calcem (‘de la cabeza a los pies’), de las cuales hay muchas, teniendo en cuenta el número de plantas mencionadas sería alrededor de 131.[16] Sobre 25 de las especies botánicas son más frecuentemente prescritas como gálbano y zingiber y otros ingredientes que ya han debido ser raros para Marcelo que incluyen canela, clavo, goma tragacanto y caracoles africanos.

- El Carmen de speciebus (‘poema sobre las especias), un poema  de 78 líneas que Marcelo contrasta con su conjunto en prosa de prescripciones afirmando su originalidad en la escritura.[17]

Otro énfasis en Marcelo es su preocupación por localizar los ingredientes botánicos en su ambiente natural, reemplazando la exótica flora y fauna descrita en los textos de la antigüedad con especies nativas de Galia o Gran Bretaña más comunes, y la  «polifarmacia», es decir, el uso de un gran número de ingredientes en una sola preparación, como el antidotus Cosmiana (29,11), que se compone de 73, lo cual se hará habitual en la Edad Media.

### Texto latino
- Marcelli de medicamentis. Leipzig: Teubner, 1889.